# 2025-ös US Open (tenisz)
A 2025-ös US Open (amerikai nyílt teniszbajnokság) az év negyedik Grand Slam-tornája, amelyet 145. alkalommal rendeznek meg New Yorkban, a USTA Billie Jean King National Tennis Center kemény borítású pályáin 2025. augusztus 24. és szeptember 7. között. Ezt megelőzően augusztus 18–22. között rendezik a férfi és női egyes selejtezőit. A torna programjában a férfi és női egyéni mellett a férfi és női párosok, a vegyes párosok, valamint a junior fiúk és lányok egyéni és páros küzdelmei szerepelnek. Ebben az évben a vegyes párosok küzdelmeire a korábbi évektől eltérően 16 páros részvételével meghívásos alapon kerül sor a selejtező hetében.
A férfi címvédő az olasz Jannik Sinner, míg a nőknél a fehérorosz Arina Szabalenka.
A magyar teniszezők közül a világranglistán elfoglalt helye alapján a férfiaknál Marozsán Fábián és Fucsovics Márton, a nőknél Bondár Anna közvetlenül a főtáblán kezdheti a tornát. A férfiaknál Piros Zsombor, a nőknél Gálfi Dalma és Udvardy Panna a selejtezőben indulhat.

## Világranglistapontok
| Eredmény           | Férfi egyes | Férfi páros | Női egyes | Női páros |
| ------------------ | ----------- | ----------- | --------- | --------- |
| Győzelem           | 2000        | 2000        | 2000      | 2000      |
| Döntő              | 1200        | 1200        | 1300      | 1300      |
| Elődöntő           | 720         | 720         | 780       | 780       |
| Negyeddöntő        | 360         | 360         | 430       | 430       |
| 16 között          | 180         | 180         | 240       | 240       |
| 32 között          | 90          | 90          | 130       | 130       |
| 64 között          | 45          | 0           | 70        | 10        |
| 128 között         | 10          | –           | 10        | –         |
| Főtáblára jutás    | 25          | –           | 40        | –         |
| Selejtező (3. kör) | 16          | –           | 30        | –         |
| Selejtező (2. kör) | 8           | –           | 20        | –         |
| Selejtező (1. kör) | 0           | –           | 2         | –         |

## Pénzdíjazás
A torna teljes összdíjazása 90 millió amerikai dollár, amely 20%-kal magasabb az előző évinél.
| Eredmény           | Egyéni*     | Páros**                   | Vegyes páros**            |
| Győzelem           | 5 000 000 $ | 1 000 000 $               | 1 000 000 $               |
| Döntő              | 2 500 000 $ | 500 000 $                 | 400 000 $                 |
| Elődöntő           | 1 260 000 $ | 250 000 $                 | 200 000 $                 |
| Negyeddöntő        | 660 000 $   | 125 000 $                 | 100 000 $                 |
| 16 között          | 400 000 $   | 75 000 $                  | 20 000 $                  |
| 32 között          | 237 000 $   | 45 000 $                  | –                         |
| 64 között          | 154 000 $   | 30 000 $                  | –                         |
| 128 között         | 110 000 $   | –                         | –                         |
| Selejtező (döntő)  | 57 200 $    | *Nemenként **Csapatonként | *Nemenként **Csapatonként |
| Selejtező (2. kör) | 41 800 $    | *Nemenként **Csapatonként | *Nemenként **Csapatonként |
| Selejtező (1. kör) | 27 500 $    | *Nemenként **Csapatonként | *Nemenként **Csapatonként |

## A versenyszámok

### Juniorok
Junior fiú egyéni
Junior lány egyéni
Junior fiú páros
Junior lány páros